# Lista de canções gravadas por MC Daleste
Esta é uma lista de canções de MC Daleste, nome artístico do cantor e compositor brasileiro de funk ostentação Daniel Pedreira Senna Pellegrine, nascido em 30 de outubro de 1992 e morto em 7 de julho de 2013. Daleste iniciou sua carreira por volta do ano de 2009, sendo que a primeira canção disponibilizada foi "Verdadeira Namorada", a qual se aproximava do estilo conhecido como funk melody. Em 2010, deu início às canções de funk proibidão, com incentivo à apologia ao crime, com destaque para "Apologia" e "Bonde dos Menor", as quais receberam críticas extremamente negativas após o seu falecimento. Além disto, também recebeu críticas pelo lírico de músicas relacionadas ao consumo de cannabis. Por volta do ano de 2012 até o momento de sua morte, Daleste tornou-se um dos principais representantes do funk ostentação, sendo que um dos motivos do enfraquecimento do estilo relaciona-se com o assassinato do artista, registrado durante um show na cidade de Paulínia, estado de São Paulo. Apesar disto, seu legado para a difusão do estilo do funk em geral é considerado pelos artistas do gênero como fundamental para o crescimento do mesmo.
Durante sua carreira, Daleste não lançou nenhum álbum de estúdio, sendo que suas músicas eram disponibilizadas no YouTube e em downloads digitais de sites de funk. O único videoclipe gravado em vida de Daleste foi da canção "O Gigante Acordou", que abordava os protestos no Brasil em 2013 e foi disponibilizada em 23 de junho de 2013. Neste período, Daleste iniciou a gravação de um videoclipe da canção "São Paulo", o qual foi disponibilizado pela sua viúva Erica oito dias após o seu falecimento. A repercussão desta música foi tamanha que a canção tornou-se a mais executada em todo o mundo no dia do seu lançamento. Além destas canções, pode-se incluir entre as principais lançadas pelo artista "Mais Amor, Menos Recalque", "Quem É?", "Angra dos Reis" e "Ipanema". Após o seu falecimento, recebeu diversas homenagens de canções de artistas do gênero musical, como de Tati Zaqui e de MC Léo da Baixada.

## Canções
De sua autoria
| Canção                      | Data de lançamento      | Produtor/DJ          | Notas | Ref    |
| --------------------------- | ----------------------- | -------------------- | --- | ------ |
| "Água na Boca"              | 22 de outubro de 2012   | DJ Gá BHG            | | [ 12 ] |
| "Apologia"                  | 15 de abril de 2010     | -                    | Canção tornou-se notória após sua morte por fazer apologia ao crime. | [ 14 ] |
| "Angra dos Reis"            | 25 de julho de 2012     | DJ Wilton            | | [ 15 ] |
| "Baladinha de Patrão"       | 27 de fevereiro de 2012 | DJ Gá BHG            | | [ 16 ] |
| "Bonde dos Menor"           | 16 de junho de 2010     | -                    | | [ 17 ] |
| "Camarote"                  | 22 de dezembro de 2012  | DJ Wilton            | | [ 18 ] |
| "Curtindo A Vontade"        | 24 de dezembro de 2012  | DJ Gá BHG            | | [ 19 ] |
| "Dança Assim Pra Mim"       | 19 de dezembro de 2013  | DJ Wilton            | Lançamento póstumo. | [ 20 ] |
| "Deusa da Ostentação"       | 13 de setembro de 2012  | DJ Wilton            | | [ 21 ] |
| "Dom de Gastar"             | 10 de fevereiro de 2014 | DJ Wilton            | Lançamento póstumo. | [ 22 ] |
| "Em Teu Olhar"              | 26 de agosto de 2011    | -                    | | [ 23 ] |
| "Eu Amo Minha Quebrada"     | 13 de abril de 2011     | DJ Jorgin Mix        | Participação de MC Kelvinho. | [ 24 ] |
| "Eu Tenho Fé"               | 5 de abril de 2013      | -                    | Homenagem ao cantor Chorão, da banda Charlie Brown Jr., que morreu de overdose em 2013. | [ 26 ] |
| "Fase Boa"                  | 2 de maio de 2013       | DJ Wilton            | Participação de MC Pet. | [ 27 ] |
| "Gosto Mais do que Lasanha" | 12 de abril de 2011     | DJ Gá BHG            | Participação de MC Yoshi. | [ 28 ] |
| "Nunca Vendeu Maconha"      | 23 de dezembro de 2011  | DJ Gá BHG            | Participação de MC Yoshi. | [ 29 ] |
| "Ipanema"                   | 15 de março de 2013     | DJ Wilton            | | [ 30 ] |
| "Louca de Maconha"          | 10 de janeiro de 2013   | DJ Wilton            | | [ 31 ] |
| "Louco de Maconha"          | 24 de janeiro de 2012   | DJ Gá BHG            | | [ 32 ] |
| "Mãe de Traficante"         | 6 de novembro de 2011   | DJ Gá BHG            | | [ 33 ] |
| "Mais Amor, Menos Recalque" | 15 de maio de 2013      | DJ Wilton            | | [ 34 ] |
| "Mina de Vermelho"          | 24 de janeiro de 2012   | DJ Wilton            | | [ 35 ] |
| "Meu Heroi"                 | 30 de agosto de 2011    | DJ Gá BHG            | | [ 36 ] |
| "Minha História"            | 9 de outubro de 2012    | -                    | | [ 37 ] |
| "Monstro dos Monstros"      | 15 de abril de 2013     | DJ Wilton            | | [ 38 ] |
| "Novinha Cifrão"            | 2 de fevereiro de 2012  | DJ Gá BHG            | | [ 39 ] |
| "Nunca Vendeu Maconha"      | 19 de janeiro de 2012   | DJ Gá BHG            | Participação de MC Yoshi. | [ 40 ] |
| "O Gigante Acordou"         | 23 de junho de 2013     | DJ Bruninho FZR      | Única canção lançada em formato de videoclipe em vida do cantor. A música tratava sobre os protestos no Brasil em 2013.                                                                                          | [ 41 ] |
| "Paquera de Escola"         | 31 de março de 2017     | Studio THG DJ Wilton | Lançamento póstumo. | [ 42 ] |
| "Pra ser Fiel"              | 15 de março de 2013     | DJ Wilton            | | [ 43 ] |
| "Problema Meu"              | 22 de janeiro de 2014   | DJ Wilton            | Participação de MC Pet e MC Yoshi. Lançamento póstumo. | [ 44 ] |
| "Que Brisa"                 | 22 de julho de 2014     | DJ Wilton Mano DJ    | Lançamento póstumo. | [ 45 ] |
| "Quem É?"                   | 4 de fevereiro de 2012  | DJ Wilton            | | [ 46 ] |
| "Red Bull e Whisky"         | 3 de março de 2012      | DJ Gá BHG            | | [ 47 ] |
| "Salvador"                  | 2 de fevereiro de 2013  | DJ Wilton            | | [ 48 ] |
| "São Paulo"                 | 14 de julho de 2013     | DJ Gão               | Lançamento póstumo. Foi disponibilizada em formato de single para download digital e em videoclipe uma semana após o falecimento do artista. Tornou-se a canção mais acessada no mundo no dia de seu lançamento. | [ 50 ] |
| "Tirando Onda"              | 6 de abril de 2015      | DJ Wilton            | Lançamento póstumo. | [ 51 ] |
| "Todas as Quebradas"        | 15 de abril de 2010     | Mix Produções        | O artista foi assassinado no palco enquanto cantava esta música. | [ 53 ] |
| "Último Dia"                | 4 de fevereiro de 2011  | -                    | | [ 54 ] |
| "Verdadeira Namorada"       | 22 de junho de 2009     | -                    | | [ 2 ]  |

Participações
| Canção                          | Data de lançamento      | Produtor/DJ      | Notas                                                                 | Ref    |
| ------------------------------- | ----------------------- | ---------------- | --------------------------------------------------------------------- | ------ |
| "Bombar"                        | 4 de julho de 2013      | DJ Bruninho FZR  | Canção de MC Dede. Lançada três dias antes do assassinato de Daleste. | [ 55 ] |
| "Deixa Eu Ir"                   | 14 de agosto de 2013    | DJ Wilton        | Canção de MC Yoshi. Lançamento póstumo.                               | [ 56 ] |
| "Estilo Pesado"                 | 29 de maio de 2010      | DJ Gá BHG        | Canção de MC Danado.                                                  | [ 57 ] |
| "Garotas Bandidas"              | 26 de fevereiro de 2013 | DJ Wilton        | Canção de MC Kelvinho.                                                | [ 58 ] |
| "Linda Menina dos Olhos Verdes" | 22 de janeiro de 2014   | DJ Victor Falcão | Canção de MC Fred. Lançamento póstumo.                                | [ 59 ] |
| "Mundo Verde"                   | 15 de março de 2014     | DJ Wilton        | Canção de MC Yoshi. Lançamento póstumo.                               | [ 60 ] |
| "Ostentação fora do normal"     | 1 de agosto de 2012     | DJ Ferreira      | Canção de MC Léo da Baixada.                                          | [ 61 ] |
| "Vibe de patrão"                | 8 de outubro de 2013    | DJ Wilton        | Canção de MC Fred. Lançamento póstumo.                                | [ 62 ] |